# František Černín
František Černín (4. listopadu 1859 Skřipov – 13. listopadu 1928 Brno) byl český varhaník, sbormistr, pedagog a skladatel.

## Život
Po studiích na učitelském ústavu v Opavě a složení státních zkoušek z hudby ve Vídni, roku 1894, byl jmenován učitelem a varhaníkem v Děrném u Fulneku a Pusté Polomi. Vedle svého povolání byl i nadaným skladatelem. Je autorem sta preludií a meziher a několika mší. V Pusté Polomi založil orchestr, se kterým provedl i svoji operu Pán Lysé hory. Roku 1906 stál u zrodu Pěveckého sdružení slezských učitelů. Byl také jeho prvním sbormistrem. František Černín byl nejen výborným varhaníkem a skladatelem, ale významně se zasloužil o rozvoj sborového zpěvu ve Slezsku.